# Moksha
Moksha (sânscrito: मोक्ष, liberação) ou Mukti (sânscrito: मुक्ति, soltura) refere-se, em termos gerais, à libertação do ciclo do renascimento e da morte e à iluminação espiritual. Na mais alta filosofia hindu, é visto como a transcendência do fenômeno de existir, de qualquer senso de consciência do tempo, espaço e causa (carma). Significa a dissolução do senso do ser individual, ou ego, e a avaria total do nama-roopa (nome-forma). No hinduísmo, é visto como uma analogia ao nirvana, embora o budismo tenda a diferir uniformemente da leitura da libertação do Vedantismo Advaita. O jainismo também tem, como meta, o Moksha.
Os principais sistemas filosóficos do hinduísmo consideram que uma entidade viva, especialmente aquela que estiver utilizando um corpo humano, deve ter por objetivo alcançar três metas na vida: kama ou desfrute material dos sentidos; artha ou desenvolvimento econômico e dharma ou religiosidade mundana; ou tri-varga: धर्म = dharma, अर्थ = artha, कर्म = karma.
Kama é o desejo mais ardente, pois como desfrute material entende-se as atividades sexuais, tão bem codificadas no clássico Kama-sutra, além do desfrute do paladar (toda cultura tem seus requintes gastronômicos), do sentido da visão (paisagens), da audição (música, narrativas agradáveis) e do tato (o sentido empregado no sexo é principalmente a sensibilidade táctil).
Para satisfazer o desejo de Kama a entidade viva deve se empenhar em artha, ou atividades realizadas para o desenvolvimento econômico tais como o trabalho em suas diferentes formas. Sem recursos materiais auferidos por artha a entidade viva dificilmente consegue satisfazer seus desejos do kama.
E dharma são as atividades de religiosidade mundana, tais como a moral e os bons costumes, essenciais para se alcançar artha e kama. Uma pessoa sem disciplina, que usa drogas, que não se veste bem, etc. terá dificuldade para se empenhar no trabalho. Num sentido mais profundo, dharma significa retidão e "aquilo que sustenta", a lei moral; estar em harmonia com a lei universal.
É assim que se forma o caminho de trivarga, ou metas ordinárias da existência mundana: dharma gera artha, que compra kama. Moksha é considerada como a meta que está além do trivarga, para aqueles que já estão liberados destas atividades mundanas que prendem as demais entidades vivas, e o paramapurusha-artha, ou o objetivo primordial que uma entidade desfrutando existência mundana deve se empenhar em alcançar.